# 팔음음계
팔음음계(八音音階, 영어: Octatonic scale)는 온음과 반음을 번갈아가면서 옥타브를 나눈 음계로, 모두 여덟 음으로 이루어져 있다.
조옮김이 제한되는 선법 중 하나로, 다음 세 가지 조옮김이 가능하다.
이고리 스트라빈스키, 벨러 버르토크 등의 작곡가가 즐겨 썼다.